# Грек, Игнат Георгиевич
Игнат Георгиевич Грек (укр. Гнат Георгійович Грек; род. 6 октября 1955, Авдарма, Гагаузия) — советский и украинский борец и тренер; мастер спорта СССР, заслуженный тренер Украины.

## Биография
Родился 6 октября 1955 года в местечке Авдарма, Молдавской ССР. Мастер  спорта СССР  с 1976 года.
В 1985 году окончил Одесский педагогический институт. 
Тренерской работой занимался с 1984 года, будучи тренером Одесской школы высшего спортивного мастерства. Среди его воспитанников — В. Ефтени, В. Тасоев, А. Василенко.
Возглавлял женскую олимпийскую сборную Азербайджана, которая в командном зачёте на Олимпийских играх в Лондоне 2012 года заняла третье место вслед за японцами и россиянами.
Главный тренер сборной Крыма по вольной борьбе, работник спортивно-тренировочного центра «Крым-Спорт».
Работая в Одессе, был награждён Почетным знаком отличия «Благодарность» Одесского городского головы.

## Награды
- Почетное звание "Заслуженный тренер Украины" (1993)[2]
- Почетная грамота Совета Министров Республики Крым.[8]